# Rumunia na Zimowych Igrzyskach Olimpijskich 1948
Rumunię na Zimowych Igrzyskach Olimpijskich 1948 reprezentowało siedmiu zawodników (sami mężczyźni). Wszyscy zawodnicy startowali w narciarstwie alpejskim. Był to czwarty start reprezentacji Rumunii na zimowych igrzyskach olimpijskich.

## SKład kadry

### Narciarstwo alpejskie
Mężczyźni
Zjazd
| Zawodnik        | Czas   | Miejsce |
| --------------- | ------ | ------- |
| Radu Scîrneci   | 3:35,0 | 51.     |
| Dumitru Frățilă | 3:39,3 | 57.     |
| Dumitru Sulică  | 3:39,4 | 58.     |
| Ion Coliban     | 3:49,2 | 66.     |
| Mihai Bîră, Sr. | 3:52,3 | 71.     |
| Vasile Ionescu  | 3:54,1 | 74.     |

Slalom specjalny
| Zawodnik       | Czas 1. przejazdu | Czas 2. przejazdu | Łączny czas     | Pozycja         |
| -------------- | ----------------- | ----------------- | --------------- | --------------- |
| Dumitru Sulică | 1:27,2            | 1:20,7            | 2:47,9          | 38.             |
| Ion Coliban    | 1:30,1            | 1:18,8            | 2:48,9          | 39.             |
| Bela Imre      | 1:57,4            | 1:40,3            | 3:37,7          | 57.             |
| Radu Scîrneci  | Dyskwalifikacja   | Dyskwalifikacja   | Dyskwalifikacja | Dyskwalifikacja |

Kombinacja
| Zawodnik        | Zjazd  | Zjazd   | Zjazd  | Slalom            | Slalom            | Slalom  | Slalom | Łącznie | Łącznie |
| Zawodnik        | Czas   | Pozycja | Punkty | Czas 1. przejazdu | Czas 2. przejazdu | Pozycja | Punkty | Punkty  | Pozycja |
| --------------- | ------ | ------- | ------ | ----------------- | ----------------- | ------- | ------ | ------- | ------- |
| Dumitru Frățilă | 3:39,3 | 42.     | 24,61  | 1:41,7            | 1:21,4            | 44.     | 21,27  | 45,88   | 40.     |
| Ion Coliban     | 3:49,2 | 50.     | 30,02  | 1:36,0            | 1:15,4            | 37.     | 16,10  | 46,12   | 41.     |
| Dumitru Sulică  | 3:39,4 | 43.     | 24,72  | 1:41,5            | 1:22,8            | 47.     | 21,80  | 46,52   | 42.     |
| Vasile Ionescu  | 3:54,1 | 56.     | 32,67  | 1:45,8            | 1:34,4            | 60.     | 28,81  | 61,48   | 53.     |